# Юсуф IV ибн аль-Мавл
Юсуф IV ибн аль-Мавл (Абенальмао) (ум. 1432) — правитель Гранадского эмирата (январь-апрель 1432 года), принадлежавший (по матери) к династии Насридов.

## Биография
Сын принца Мавла и дочери гранадского эмира Мухаммада VI аль-Ахмара (1332—1362), правившего в 1360—1362 годах.
В мае 1431 года Ридван Баннигас, глава рода Баннигасов, тайно прибыл в Кордову, где встретился с королём Кастилии Хуаном II (1406—1454), предложив ему возвести на гранадский престол Юсуфа ибн аль-Мавла (Абенальмао). Король Кастилии одобрил этот план и в июне во главе большой армии предпринял поход на Гранадский эмират.
В конце июня того же года Юсуф ибн Мавл, его шурин Ридван Баннигас и семь их сторонников прибыли в лагерь кастильского короля в окрестностях Элвиры, где принесли клятву на верность Хуану II.
1 июля в битве у Ихерелы превосходящие силы кастильской армии разгромили небольшое гранадское войско. Кастильцы преследовали мавров до стен Гранады, но сама столица была защищена отрядами арбалетчиков.
Осенью Ридван Баннигас с кастильскими союзниками захватили гранадские города Монтефрио, Камбил, Ильора, Касаробонела, Турин, Ардасес и Эль-Касельяр. Претендента Юсуфа ибн Мавла поддерживали Диего Гимес де Рибера, губернатор Андалусии, и Луис де Гусман, магистр Орден Калатравы.
В декабре 1431 года Юсуф ибн Мавл захватил города Изнахар и Архидону. Гранадский эмир Мухаммад IX ночью со своими сторонниками бежал из Гранады в Альмерию. Тем временем Ридван Баннигас с отрядом (600 всадников) вступил в столицу и, вырезав сторонников свергнутого эмира, занял эмирскую резиденцию — дворец Альгамбру.
1 января 1432 года в Гранаде Юсуф IV ибн Мавл был провозглашен новым эмиром. Свергнутый эмир Мухаммад IX перебрался из Альмерии в Малагу, где население поддерживало его. Города Гибралтар, Ронда и Сетенил объявили себя независимыми. Жители Гранады ненавидели Юсуфа IV за его подчинение королю Кастилии.
В феврале 1432 года Мухаммад аль-Афнах (Хромой), военачальник и племянник Мухаммада IX, с военным отрядом захватил Гранаду. Эмир Юсуф и его приверженцы укрепились в Альгамбре и попросили помощи у Кастилии. В марте кастильские войска, шедшие на помощь Юсуфу ибн Мавлу, были разбиты Мухаммадом Хромым в Веге.
В апреле 1432 года Юсуф IV вынужден был сдаться Мухаммаду IX, который приказал его казнить.